# Еренфрид I
Еренфрид I (на немски: Erenfried I; † сл. 904) от фамилията на Ецоните, е граф в Близгау (877) и Шармуа (895).

## Фамилия
Еренфрид I се жени за Аделгунда от Бургундия († сл. 902) от род Велфи, дъщеря на маркграф Конрад II Млади от Бургундия (825 – 881) и втората му съпруга графиня Юдит от Фриули († 863/881), дъщеря на херцог Еберхард от Фриули и Гизела, дъщеря на германския император Лудвиг Благочестиви, крал на Аквитания, и Юдит Баварска. Те имат децата:
- Еберхард I († сл. 937), граф в Келдахгау (904) и Бонгау (913)
- Херман I фон Близгау († 924), архиепископ на Кьолн (889 – 924), канцлер на крал Цвентиболд
- Еренфрид фон Близгау († сл. 907), дворцов каплан и канцлер (903/907).